# Övernaturlig deckare
Den övernaturliga deckaren (också kallad "den ockulta deckaren") är en subgenre inom deckaren.
Övernaturliga deckare lämnar ofta åt läsaren att avgöra om det är den övernaturliga förklaringen eller den andra förklaringen som är den riktiga, men förklaringen kan också vara rent övernaturlig. Det finns många äldre exempel inom den litterära världen (författare som Algernon Blackwood, William Hope Hodgson, E & H Heron, och på svenska Helmer Linderholm) men Arkiv X och Lost är de mest välkända exemplen nu för tiden. Joseph Sheridan Le Fanu kan anses ha skapat undergenren redan på 1870-talet, främst genom novellen "Green Tea".